# Wiktor Bolszow
Wiktor Pawłowicz Bolszow (ros. Виктор Павлович Большов ur. 23 maja 1939 w Izberbaszu) – radziecki lekkoatleta, skoczek wzwyż dwukrotny olimpijczyk. 
Zajął 4. miejsce w skoku wzwyż na igrzyskach olimpijskich w 1960 w Rzymie za swymi kolegami z reprezentacji ZSRR Robertem Szawłakadze i Walerijem Brumelem oraz Johnem Thomasem ze Stanów Zjednoczonych. Wszyscy przeszli wysokość 2,14 m (nowy rekord olimpijski). 2,16 skoczyli tylko Szawłakadze i Brumel. Bolszow i Thomas mieli tyle samo zrzutek (po jednej na 2,14 i wszystkie na 2,16), ale Thomas oddał mniej skoków i dlatego zgodnie ówczesnymi przepisami to on zdobył brązowy medal.  
Bolszow zajął 4. miejsce na mistrzostwach Europy w 1962 w Belgradzie. Był 7. na europejskich igrzyskach halowych w 1967 w Pradze. Odpadł w kwalifikacjach na igrzyskach olimpijskich w 1968 w Meksyku.
Był mistrzem ZSRR w skoku wzwyż w 1960 oraz mistrzem w hali w 1965.
Jego rekord życiowy pochodził z 1972 i wynosił 2,21 m (19 lipca w Moskwie)
Jego żoną została sprinterka Wałentyna Masłowska, również olimpijka z 1960. Małżeństwo Bolszowów zamieszkało w Kiszyniowie. Ich córka Olga Bolșova była reprezentantką Mołdawii, czterokrotną olimpijką w skoku wzwyż i trójskoku